# Activision Blizzard Studios
Activision Blizzard Studios, LLC byla americká filmová a televizní produkční a distribuční společnost, kterou vlastnila vývojářská a vydavatelská herní společnost Activision Blizzard. Studio sídlilo v Beverly Hills a jejími viceprezidenty byli Stacey Sher a Nick van Dyk.

## Historie
Na dni investorů dne 6. listopadu 2015, v průběhu produkce filmu Warcraft: První střet, bylo Activision Blizzard oznámeno založení studia Activision Blizzard Studios, produkční dceřiné společnosti, jejímž cílem má být tvorba filmů a televizních seriálů dle videoherních franšíz společnosti. V lednu 2016 firma uvedla, že studio bude vedeno producentkou Stacey Sherovou a Nicken van Dykem, bývalým výkonným zaměstnancem The Walt Disney Company.
V roce 2016 byl na službě Netflix zveřejněn první televizní projekt studia. Jedná se o animovaný seriál Skylanders Academy, který vznikl podle videohry Skylanders od Activisionu.
V roce 2016 uzavřelo Activision Blizzard Studios smlouvu s produkčním studiem Legendary Pictures, se kterým mělo natočit pokračování filmu Warcraft: První střet založená na herní franšíze World of Warcraft. Koncem dubna 2017 byl oznámen možný vývoj filmů dle herní série Call of Duty. Activision Blizzard Studios též doufalo ve vytvoření filmů dle videohry Overwatch a dalších titulů.
Activision Blizzard Studios se na stránkách mateřské společnosti neobjevuje a od roku 2018 nevytvořilo ani nevydalo žádný další titul. Navíc se zdá, že oba viceprezidenti studio opustili, což naznačuje jeho možný zánik.

## Filmografie
| Rok       | Název                       | Koprodukce | Stanice/distributor | Poznámky                         | Zdroje      |
| --------- | --------------------------- | ---------- | ------------------- | -------------------------------- | ----------- |
| 2016–2018 | Skylanders Academy          | TeamTO     | Netflix             | Televizní seriál                 | [ 8 ] [ 9 ] |
| —         | filmy ze série Call of Duty | —          | —                   | Produkce filmů se neuskutečnila. | [ 10 ]      |